# 西汉高速公路
西安至汉中高速公路，简称西汉高速，是中国国家高速公路网国道主干线京昆高速（G5）陕西段的重要路段之一，也是陕西省“2367”高速公路网中“西汉线”的组成部分。北起西安市鄠邑区涝峪口，接西户高速公路，途经鄠邑区、宁陕县、石泉县、佛坪县、洋县、城固县、南郑县、勉县，南止汉中市勉县元墩镇，接勉宁高速公路。主线全长255.023公里，穿越秦岭山脉，工程总投资138.78亿元人民币，平均每公里投资约5425万元。于2002年9月开工建设，2007年9月30日正式通车，标志着京昆高速陕西境内625公里高速公路全线贯通。

## 工程规模
西汉高速全线共有桥梁411座，单幅总长114157延米，其中特大桥62座，连续刚构桥3座；隧道130座，单洞总长110696延米，其中特长隧道12座，长隧道14座；全线设互通式立交13处，分离式立交20处，服务区5处。采用双向四车道高速公路标准建设，路基宽度为26米（山区路段为24.5米），设计行车速度为100公里/小时（山岭、重丘区、隧道内为60－80公里/小时），全封闭全立交。桥隧总长占总里程的66%。此外，全线按二级公路标准建设连接线总长43.94公里，总占地19417亩。

### 主要技术指标
- 公路等级：山岭重丘区高速公路
- 路基宽度：整体式24.5米；分离式2×12.5米
- 最大纵坡：5％
- 平曲线一般最小半径：400米
- 平曲线极限最小半径：250米
- 隧道净宽：单洞隧道9.75米；连拱隧道2×9.75米
- 桥梁净宽：2×12米
- 桥梁设计荷载：汽超20、挂－120
- 设计洪水频率：大中桥1/300；路基、小桥涵1/100[3]

### 主要工程量
- 路基土石方：3035万立方米
- 大桥：266座，58280延米
- 中桥：83座，5988延米
- 小桥：69座，1394.49延米
- 隧道：130座。其中分离式隧道115座，104990延米；双连拱隧道15座，2671延米
- 互通式立交：13处
- 通道：224道
- 涵洞：632道
- 服务区：5处[3]。分别是：勉县服务区，占地59亩；汉中服务区，占地200亩；洋县服务区，占地100亩；筒车湾服务区，占地150亩；七亩坪服务区，占地150亩。服务设施包括停车、娱乐、餐饮等，最大的汉中服务区建筑面积达8555.07平方米[4]。

### 秦岭隧道群
秦岭隧道群是西汉高速公路最重要的控制性工程，穿越户县与宁陕县交界的秦岭主梁，地质地形复杂，施工难度极大，总投资15.5亿元，由3个特长双洞隧道组成：
- 秦岭Ⅰ号隧道：全长6144米
- 秦岭Ⅱ号隧道：全长6125米
- 秦岭Ⅲ号隧道：全长4950米

该隧道群于2005年5月20日全线贯通。
隧道群内设置有多个强制减速带，通过时应注意安全，提前减速，避免追尾。

### 《华夏龙脉》雕塑群
西汉高速公路七亩坪服务区建有一座大型黄花岗岩雕塑群，名为《华夏龙脉》，总长260米，宽6米，最高8.5米。雕塑群的设计以时间轴为线索，围绕秦岭，从政治、经济、军事、文化等各个方面集中反映华夏民族不畏艰难，以“人定胜天”的决心改造自然的力量。雕塑以圆雕和浮雕相结合的创作手法，以在秦岭地区影响中国历史的10个重要时间段为横线，运用18个历史典故，以艺术的形式展现了秦岭的古栈道。

## 建设历程

### 立项
2003年3月，经国家发展计划委员会以“计基础发〔2003〕335号”文件批准立项，中华人民共和国交通运输部以“交公路发〔2003〕330号”文件批复初步设计文件。工程概算总投资138.78亿元，建设工期5年。户县涝峪口至宁陕筒车湾、洋县槐树关至勉县两段计196.64公里，由陕西省公路勘察设计院设计；宁陕筒车湾至洋县槐树关段58.383公里，由中交第一公路勘察设计院设计。

### 工程管理
2002年5月，经陕西省人民政府批准，陕西省高速公路建设集团公司出资设立陕西西汉高速公路有限责任公司（简称：西汉公司）作为项目法人单位，负责西汉高速公路项目的建设和后期运营管理工作。西汉公司组建了5个工程项目组、1个房建项目组和1个机电项目组，现场负责工程管理工作。监理工作按照三级管理模式，全线设1个总监办，下设5个总监代表处，招标引进36个驻地监理办，负责项目监理工作。

### 项目招标
西汉公司按照《中华人民共和国招标投标法》和陕西省交通厅出台的有关招投标实施细则，先后完成了123个工程标段的招标工作，其中路基桥隧79个标段分5期招标完成，路面划分9个标段分三期完成招标。路面工程、交通工程、绿化工程等分次招标：路面工程标段9个，交通安全标段7个，绿化工程标段 7个，标志标线工程2个，斜井工程2个标段。房建、机电工程招标：房建12个，机电5个标段。 

### 施工
2002年9月，在国家计委尚未正式批复立项的情况下，陕西省政府批准西汉高速公路项目秦岭隧道群等控制性工程试验段先期开工建设。后因设计线路与“引汉济渭工程”线路在三河口水库段交叉，政府决定“改路保水”。2005年5月，西汉高速公路全线开工建设，汉中东至勉县段50.82公里于2005年9月28日建成通车；洋县至汉中东段60.65公里于2006年11月21日建成通车；户县至洋县段143.55公里，于2007年9月30日通车，至此，西汉高速公路实现全线贯通。

### 投资完成情况
2002年，完成投资8.42亿元；2003年，完成投资21.59亿元；2004年，完成投资30.57亿元；2005年，完成投资28.54亿元；2006年，完成投资 29.60亿元；2007年，完成投资19.06亿元。

## 限速情况
西汉高速公路实行分段限速，后期限速有部分调整。最新具体限速路段如下：
- 西安－涝峪口：限速120公里/小时（原100公里/小时）
- 涝峪口－秦岭隧道群：限速80公里/小时（原60公里/小时）
- 秦岭隧道群－油坊坪：限速80公里/小时
- 油坊坪－天家砭：限速80公里/小时（原60公里/小时）
- 天家砭－槐树关：限速80公里/小时
- 槐树关-龙亭：限速100公里/小时
- 龙亭-梁山枢纽：限速120公里/小时
- 梁山枢纽-勉县：限速100公里/小时

## 收费标准
西安河池寨至汉中收费标准如下：
| 车型 | 客车类别 | 费率 （元/车·公里） | 高速公路收费 （元） | 秦岭隧道群加收费 （元） | 合计收费 （元） |
| ---- | -------- | ------------------- | ------------------- | ----------------------- | --------------- |
| 一型 | ≤7座     | 0.50                | 125                 | 20                      | 145             |
| 二型 | 8－19座  | 0.88                | 220                 | 30                      | 250             |
| 三型 | 20－39座 | 1.13                | 280                 | 40                      | 320             |
| 四型 | ≥40座    | 1.36                | 340                 | 50                      | 390             |

## 沿线设施列表

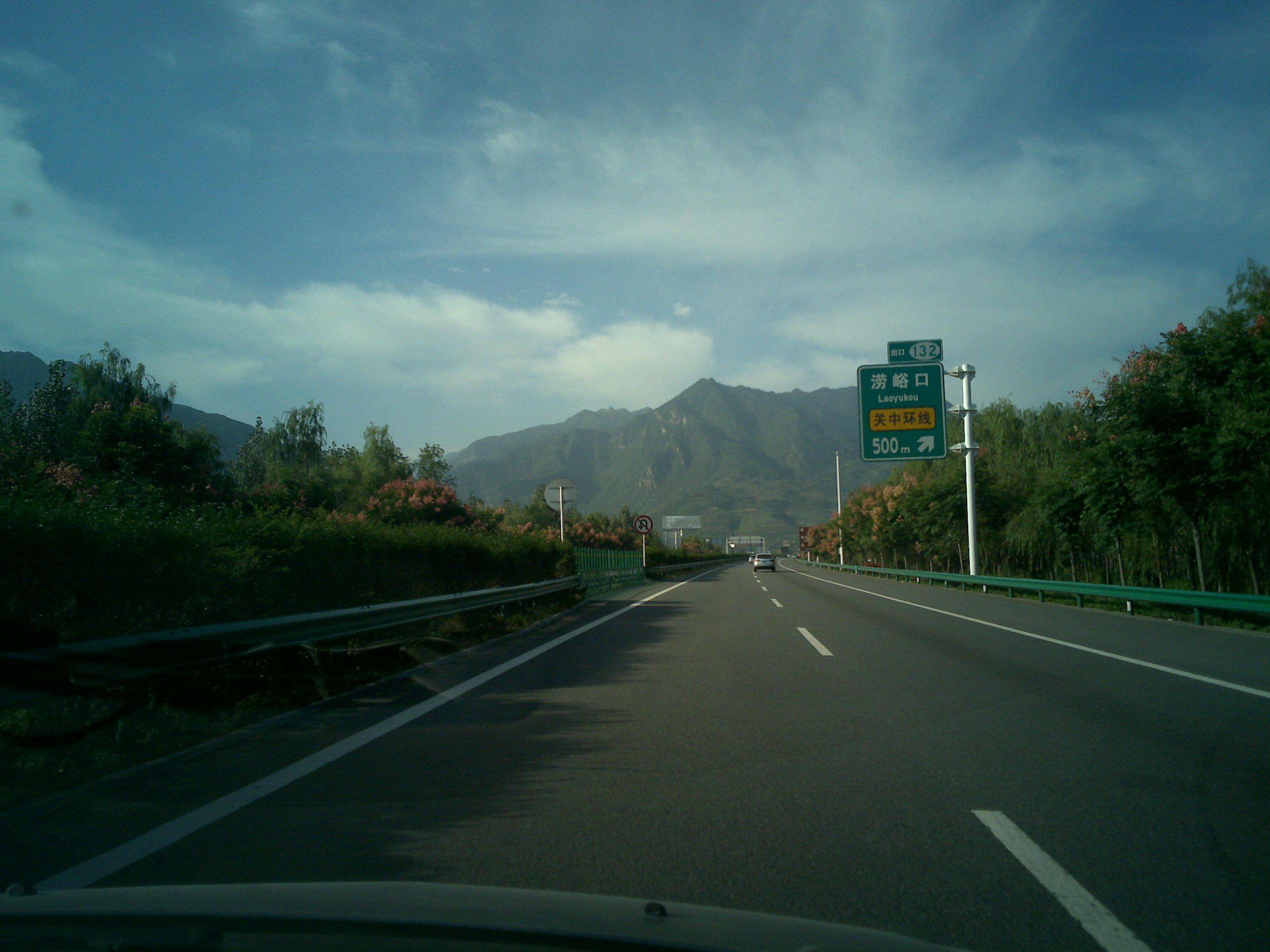
涝峪口出口的路牌

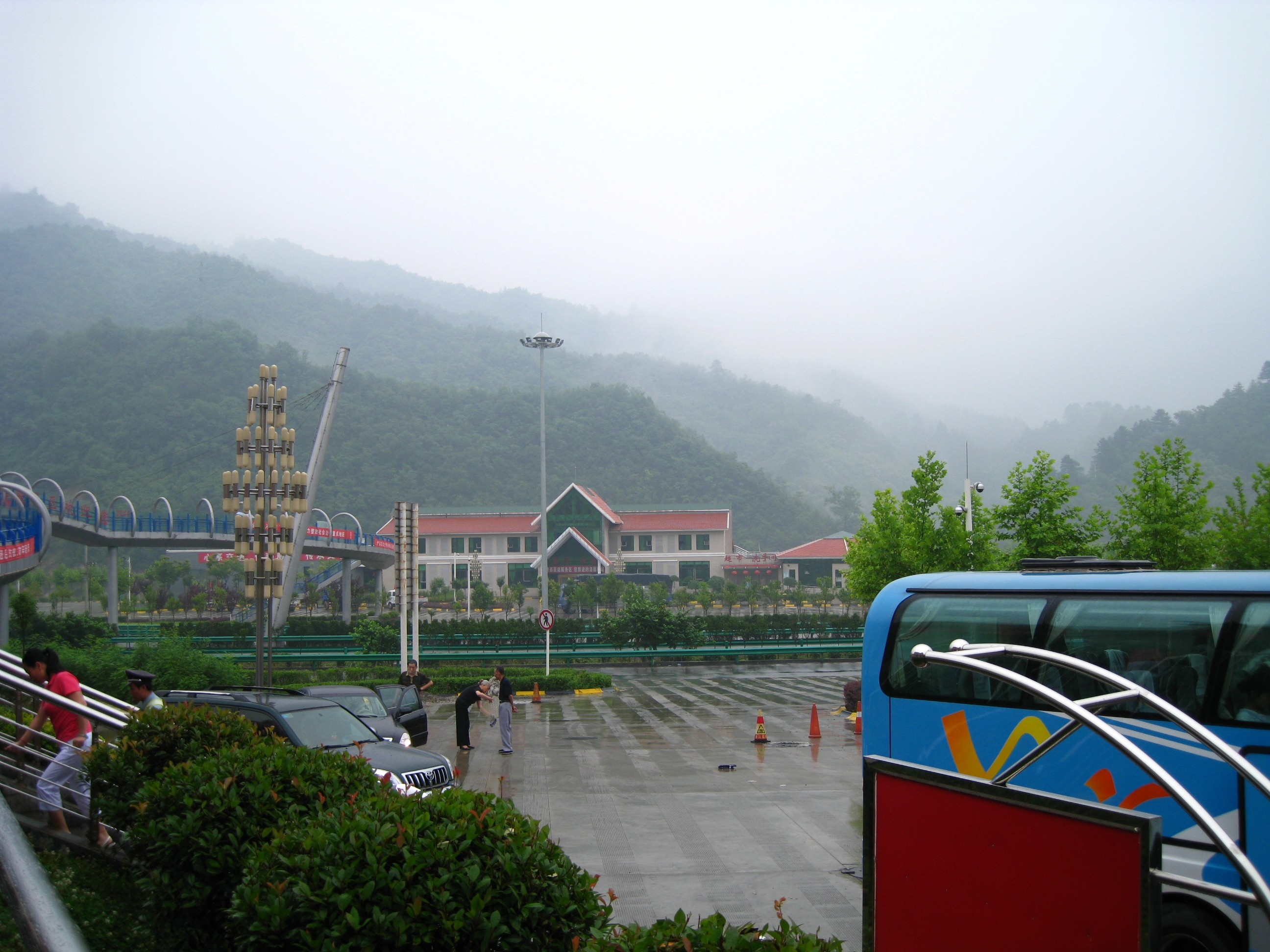
宁陕服务区

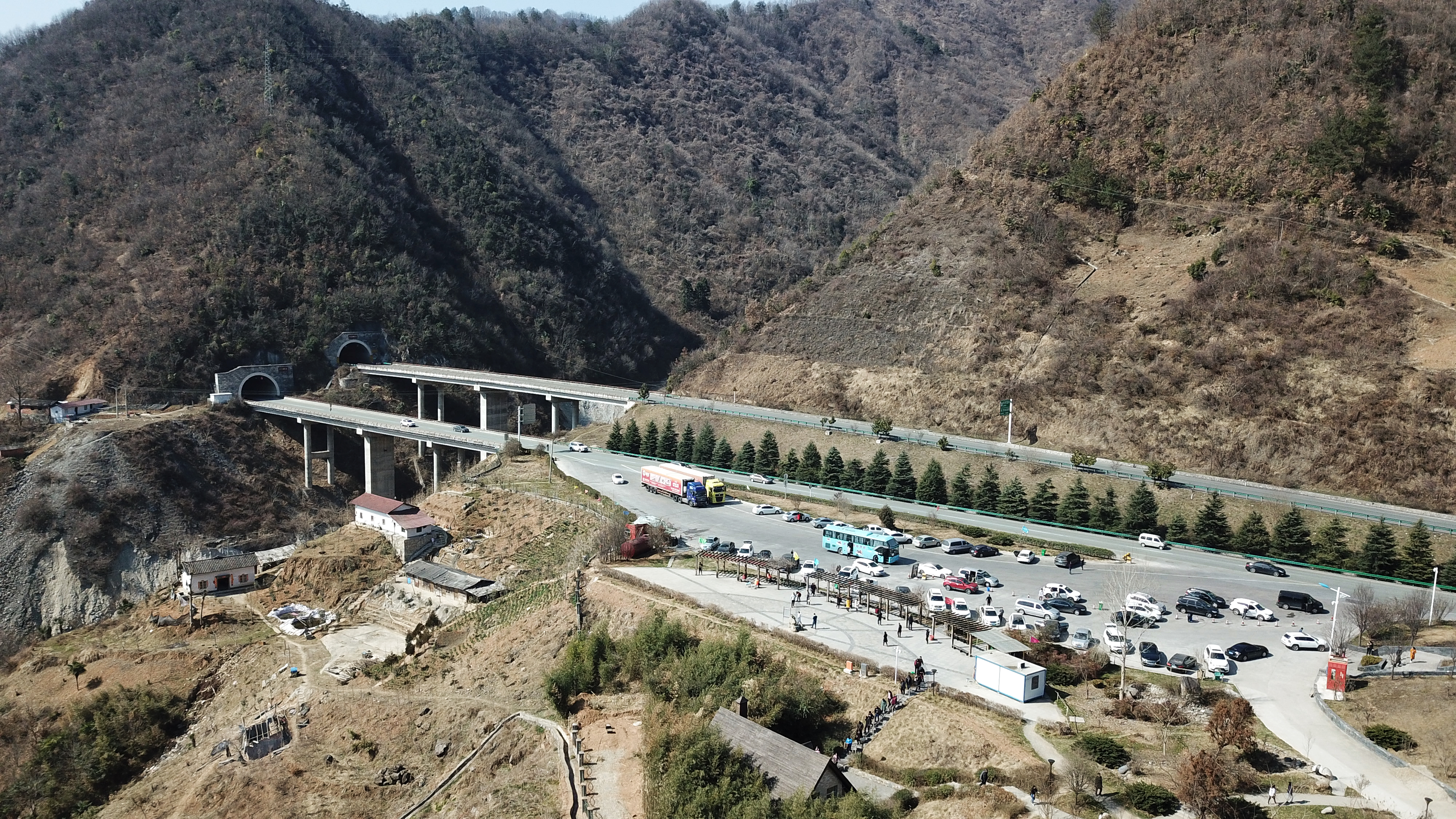
黑虎垭观景台停车区及南侧公路隧道

| 地区                                                                                         | 里程 | 类型                              | 名称         | 连接              | 说明                                 |
| -------------------------------------------------------------------------------------------- | ---- | --------------------------------- | ------------ | ----------------- | ------------------------------------ |
| 西安市 鄠邑区                                                                                | 1132 | 出入口                            | 涝峪口       | 西户高速 关中环线 |                                      |
| 西安市 鄠邑区                                                                                | 1142 | 出入口                            | 纸坊         | 鄠菜路            |                                      |
| 西安市 鄠邑区                                                                                | 1157 | 出入口                            | 朱雀         | 鄠菜路            |                                      |
| 县界                                                                                         |      | 隧道                              | 秦岭一号隧道 | 秦岭一号隧道      |                                      |
| 安康市 宁陕县                                                                                | 1164 | 停车场 · 加油设施 · 修车站 · 餐厅 | 秦岭服务区   | 秦岭服务区        | “8·10”西汉高速陕西段重大事故发生地点 |
| 安康市 宁陕县                                                                                |      | 隧道                              | 秦岭二号隧道 | 秦岭二号隧道      |                                      |
| 安康市 宁陕县                                                                                |      | 隧道                              | 秦岭三号隧道 | 秦岭三号隧道      |                                      |
| 安康市 宁陕县                                                                                |      | 停车场 · 飲料小吃                 | 庙沟停车区   | 庙沟停车区        |                                      |
| 安康市 宁陕县                                                                                |      | 停车场 · 飲料小吃                 | 油坊坪停车区 | 油坊坪停车区      |                                      |
| 安康市 宁陕县                                                                                | 1190 | 出入口                            | 皇冠         | 皇冠              |                                      |
| 安康市 宁陕县                                                                                |      | 停车场 · 飲料小吃                 | 双河停车区   | 双河停车区        |                                      |
| 安康市 宁陕县                                                                                | 1219 | 出入口                            | 宁陕西       | 210国道           |                                      |
| 安康市 宁陕县                                                                                | 1220 | 停车场 · 加油设施 · 修车站 · 餐厅 | 宁陕服务区   | 宁陕服务区        |                                      |
| 安康市 宁陕县                                                                                |      | 枢纽                              | 筒车湾枢纽   | 宁石高速          |                                      |
| 安康市 宁陕县                                                                                |      | 停车场 · 飲料小吃                 | 黑虎垭观景台 | 黑虎垭观景台      |                                      |
| 汉中市 佛坪县                                                                                | 1243 | 出入口                            | 大河坝       | 210国道           |                                      |
| 汉中市 洋县                                                                                  | 1269 | 出入口                            | 金水         | 108国道           |                                      |
| 汉中市 洋县                                                                                  | 1285 | 出入口                            | 龙亭         | 108国道           |                                      |
| 汉中市 洋县                                                                                  | 1292 | 停车场 · 加油设施 · 修车站 · 餐厅 | 洋县服务区   | 洋县服务区        |                                      |
| 汉中市 洋县                                                                                  | 1296 | 出入口                            | 洋县         | 108国道           |                                      |
| 汉中市 洋县                                                                                  |      | 停车场 · 飲料小吃                 | 汉江停车区   | 汉江停车区        |                                      |
| 汉中市 城固县                                                                                | 1314 | 出入口                            | 城固         | 316国道           |                                      |
| 汉中市 城固县                                                                                | 1329 | 出入口                            | 上元观       | 316国道           |                                      |
| 汉中市 城固县                                                                                | 1331 | 枢纽                              | 谢家营枢纽   | 西略高速          |                                      |
| 汉中市 南郑区                                                                                | 1339 | 出入口                            | 汉中东       | 108国道           |                                      |
| 汉中市 南郑区                                                                                | 1353 | 出入口                            | 汉中         | 南郑大道          |                                      |
| 汉中市 南郑区                                                                                | 1355 | 停车场 · 加油设施 · 修车站 · 餐厅 | 汉中服务区   | 汉中服务区        |                                      |
| 汉中市 南郑区                                                                                |      | 枢纽                              | 梁山枢纽     | 汉川高速          |                                      |
| 汉中市 勉县                                                                                  | 1386 | 出入口                            | 勉县         | 108国道           |                                      |
| 汉中市 勉县                                                                                  | 1387 | 停车场 · 加油设施 · 修车站 · 餐厅 | 勉县服务区   | 勉县服务区        |                                      |
| 汉中市 勉县                                                                                  |      | 地界                              | 元墩         | 勉宁高速          |                                      |
| 1.000 英里 = 1.609 千米；1.000 千米 = 0.621 英里 并行路段 • 已关闭／取消 • 限制进入 • 未开放 |      |                                   |              |                   |                                      |

## 重大事故
2017年8月10日，一辆河南牌照从成都开往洛阳的客运车途经安康市境内的西汉高速秦岭一号隧道时撞到隧道洞口，造成36人死亡13人受伤。